# Tên gọi
Danh xưng hay tên là thuật ngữ được dùng để nhận dạng. Nó dùng để xác định một con người, một sự vật hoặc một bối cảnh nhất định. Một cái tên cá nhân xác định cụ thể một người duy nhất và định danh giá cá nhân. Tên người thường đi kèm với họ ở phía trước (Đông Á) và ở phía sau (Các quốc gia phương Tây).